# Evangelische Kirche Ruschberg

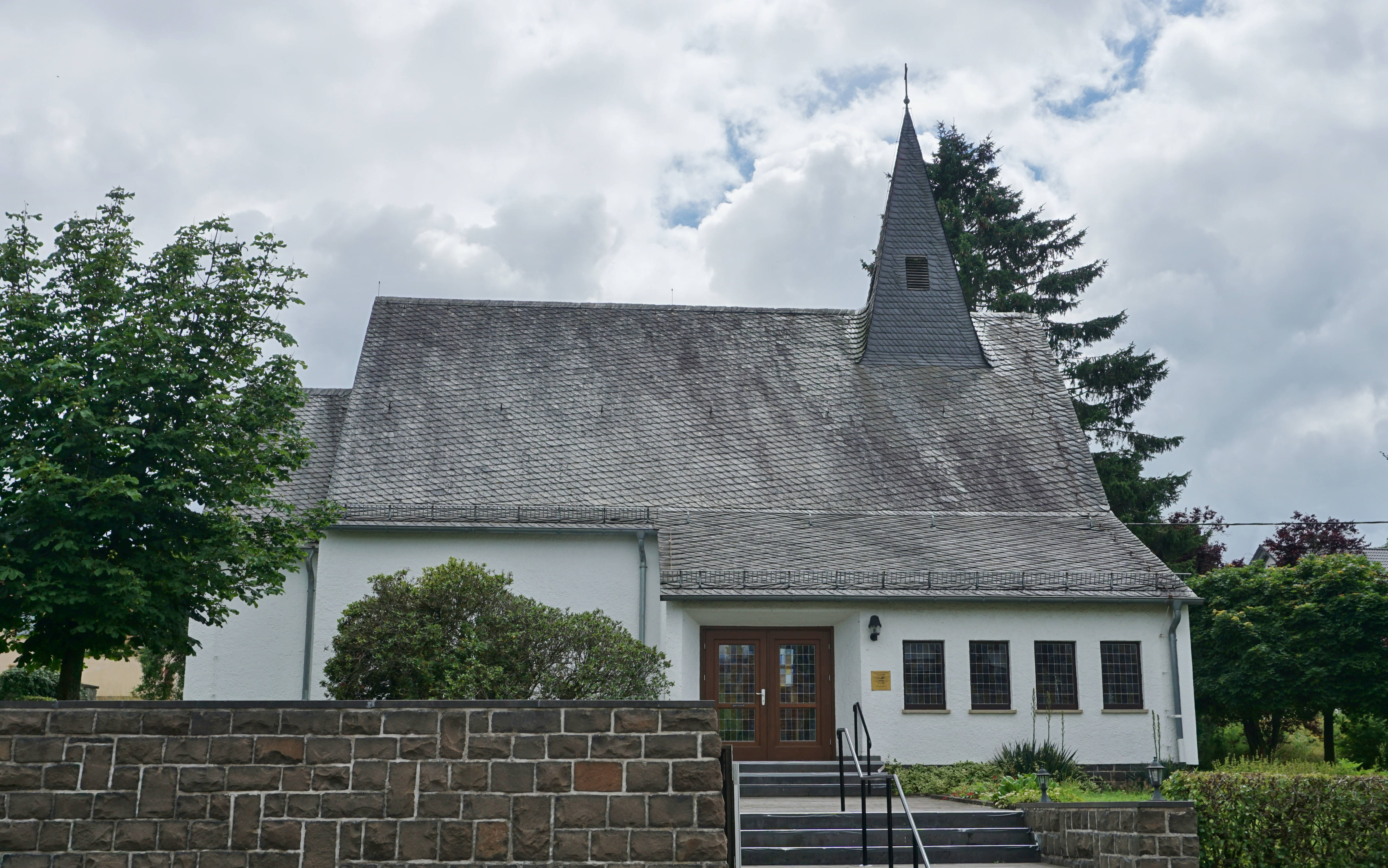
Evangelische Kirche Ruschberg

Die Evangelische Kirche Ruschberg ist ein kleiner Kirchbau in der Verbandsgemeinde Baumholder im rheinland-pfälzischen Landkreis Birkenfeld.

## Geschichte
Evangelische Kirchenmitglieder mussten zunächst zum Gottesdienst ins wenige Kilometer entfernte Baumholder fahren, weshalb Anfang der 1950er-Jahre in Ruschberg der Wunsch nach einer eigenen Kirche laut wurde. Dazu wurde am 6. Mai 1953 ein Kirchbauverein gegründet, welcher am 10. Oktober 1954 beschloss, einen Kirchenneubau zu errichten. Der Entwurf für den Neubau stammte vom Architekten Hans Schönhagen, der sich bei der Ruschberger Kirche stark an der evangelischen Kapelle in Bad Salzig orientierte, die nach seinem Entwurf bereits 1935 errichtet wurde. Die Grundsteinlegung erfolgte am 19. Juni 1955, bevor das Gebäude am 15. Januar 1956 eingeweiht werden konnte. Die Baukosten beliefen sich auf rund 55.000 DM. Der Bau wurde durch Kirchenmitglieder unterstützt, die über 2000 Arbeitsstunden leisteten.
1987 wurde bei Umbauarbeiten eine Fensterrose im westlichen Mauerwerk eingebaut. Eine Sanierung des Dachreiters erfolgte 1989.

## Architektur
Die Kirche wurde im Stil der Moderne errichtet. Das kleine, weiß verputzte Gebäude ist mit einem schiefergedeckten Dach ausgestattet, auf dessen First am westlichen Ende ein kleiner Dachreiter aufsitzt.

## Ausstattung
Die Kirche ist mit einem Altar und einer Kanzel aus hellem, weißen Sandstein ausgestattet, die der Steinmetz Edgar Flohr aus Baumholder während der Errichtung der Kirche schuf. Die Glocke wurde von der Glocken- und Kunstgießerei Rincker 1955 angefertigt. Anfangs war die Kirche nur mit einem Harmonium ausgestattet, das 1962 durch eine Orgel des Herstellers Oberlinger ersetzt wurde. Eine Instandsetzung der Orgel erfolgte 1990.

## Kirchliche Organisation
Die evangelische Kirche in Ruschberg gehört gemeinsam mit der evangelischen Kirche in Baumholder zur Kirchengemeinde Baumholder im Kirchenkreis Obere Nahe der Evangelischen Kirche im Rheinland.